# 环十五内酯
环十五内酯是一种天然的大環内酯类化合物，分子式C15H28O2，存在于欧白芷（学名：Angelica archangelica）的精油中。